# Rijsenburgsebos
Het Rijsenburgsebos ligt in Driebergen-Rijsenburg in de gemeente Utrechtse Heuvelrug. Het gebied ligt tussen de van Oosthuyselaan en de A12 en sluit in het oosten aan op het Driebergse bos.
Het bestaat uit bossen, vijvers, ontspringende beken, een speelweide en een heidetuin. 
De Zwitserse brug biedt uitzicht over het gebied. Over de spreng langs de Zwitserse brug zijn twee houten bruggen aangelegd. Deze spreng werd gegraven om water te verkrijgen voor vijver op het landgoed. Overtollig water uit deze vijvers werd door een spreng afgevoerd naar de Langbroekerwetering.
Het Rijsenburgsebos hoorde oorspronkelijk bij de buitenplaats Kraaybeek, waarvan het hoofdgebouw aan de
Hoofdstraat stond. Er zijn nog enkele bijgebouwen en restanten van de historische parkaanleg bewaard gebleven. P.J. van Oosthuyse was begin negentiende eeuw de eigenaar van Sparrendaal. In 1901 werd het gedeelte van het Kraaybeekse Bos langs het seminarieterrein tot ver voorbij de Arnhemsebovenweg na aan de gemeente Rijsenburg door de laatste erfgenaam Diederichs geschonken aan de gemeente. Voorwaarde daarbij was dat de bestemming niet mocht veranderen.

## Heidetuin
Toen er eens na een februaristorm een gat in het bos was ontstaan, ontwierp de gemeentelijke plantsoenendienst als experiment een heidetuin met diverse soorten heide. Na de aanplant van struikheide, winterheide,
dopheide, Ierse heide, rododendrons, azalea's en jeneverbessen werden uiteindelijk 600 soorten aangeplant. Deze heidetuin kreeg in 1972 van de Floriade het predicaat "Heidehoofdstad van Nederland". Door de heidetuin lopen enkele slingerpaden. Lage  houten hekwerken zorgen voor der afscheiding van de heideperken.

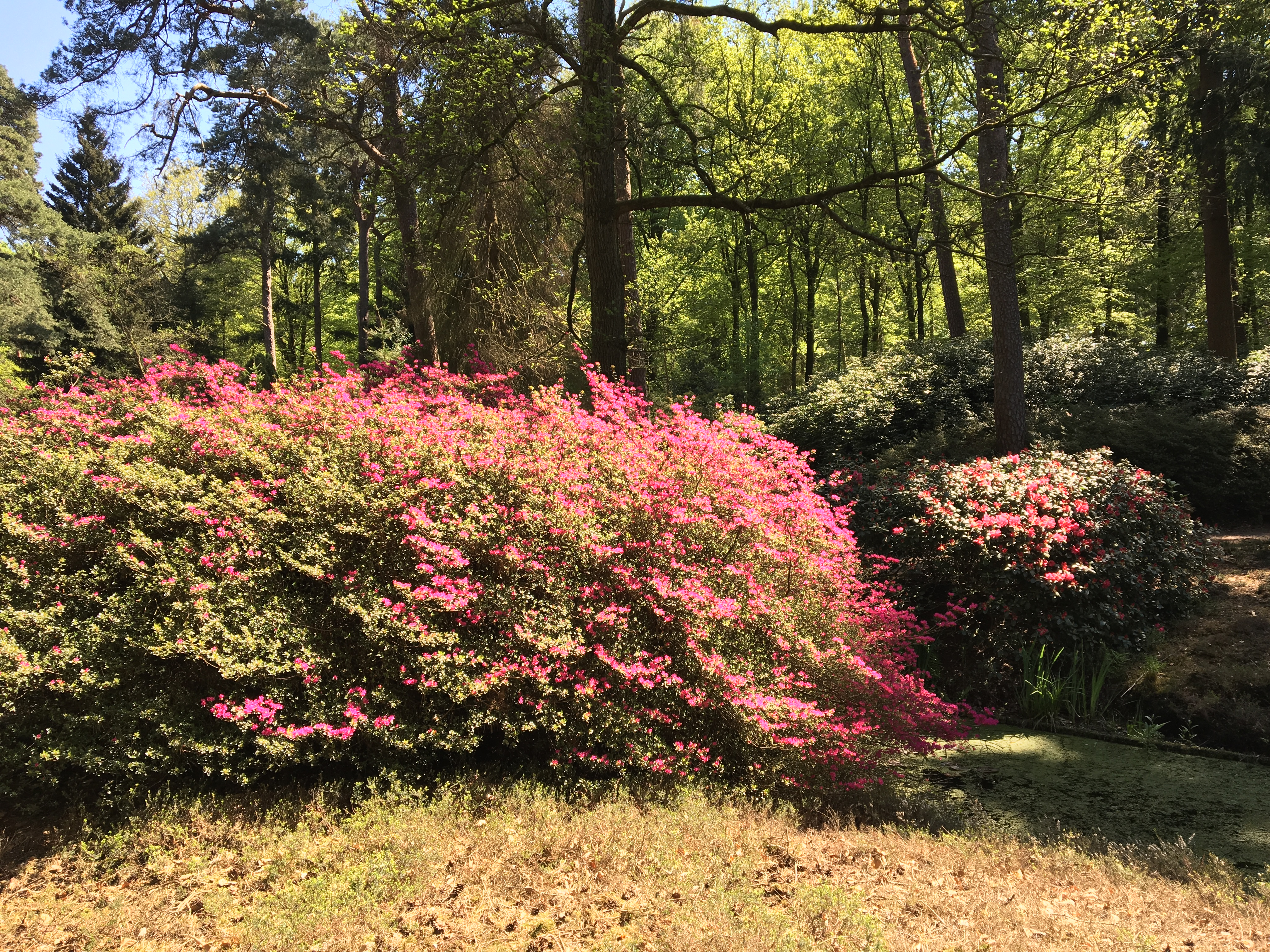
Heidetuin Driebergen-Rijsenburg in bloei (1)

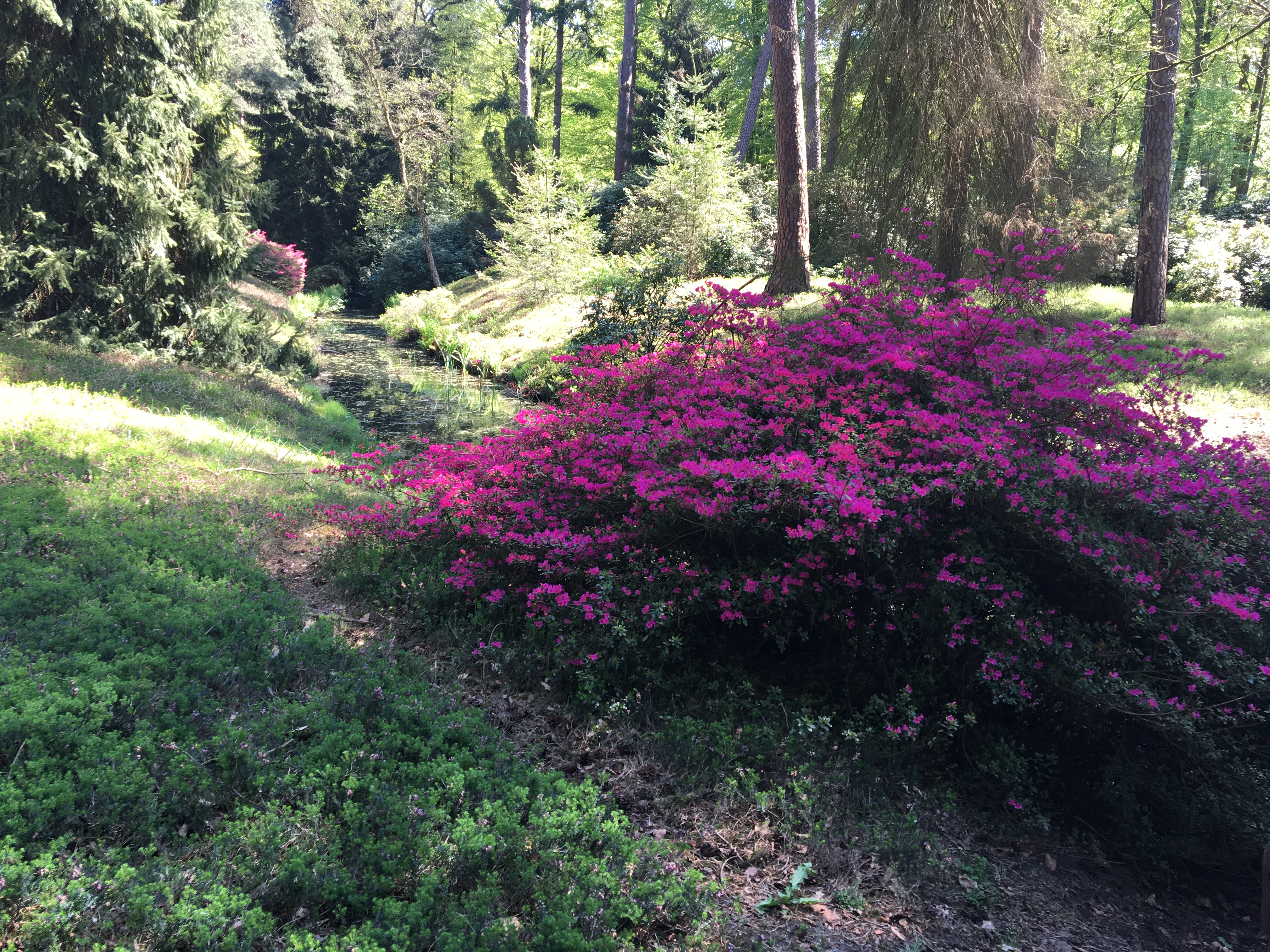
Heidetuin Driebergen-Rijsenburg in bloei (2)